# Cisrheniaanse Republiek
De Cisrheniaanse Republiek was een Franse zusterrepubliek in Duitsland, die onder Franse overheersing op 28 augustus 1797 op de westelijke oever van de Rijn werd opgericht.
Onder de voorwaarden van de Vrede van Bazel in 1795, werd het koninkrijk Pruisen gedwongen al zijn gebieden ten westen van de Rijn af te staan en samen met de West-Rijnlandse gebieden van de prins-bisschoppen van Trier, Mainz en Keulen, de Keur-Palts, de hertogdommen Gulik en Kleef en het Rijk van Aken werden zij samengevoegd tot de kortstondige Cisrheniaanse Republiek onder het bewind van een "protector", Lazare Hoche, een Franse generaal.
In het Verdrag van Campo Formio op 18 oktober 1797 werd de administratie van de regio toegewezen aan Frankrijk, en op 17 december gaf de Franse commissaris François Joseph Rudler de opdracht om in Bonn de Cisrheniaanse vlag te vervangen door de Franse. In 1798 werd het gebied door Rudler gestructureerd tot Franse departementen: Roer, Rijn en Moezel, Saar en Mont-Tonnerre. Het duurde nog tot 23 september 1802 eer het gebied officieel bij Frankrijk was gevoegd. De opname van de westelijke oever van de Rijn in het Franse Keizerrijk leidde ook tot de Reichsdeputationshauptschluss.